# Robert Heldna
Robert Heldna (* 19. September 1999 in Tallinn) ist ein ehemaliger estnischer Biathlet.

## Karriere
Robert Heldna startete für den Spordiklubi TT und wurde aktuell vom ehemaligen estnischen Biathleten Indrek Tobreluts trainiert. Er begann im Alter von 12 Jahren mit dem Biathlonsport. Seine ersten internationalen Wettkämpfe waren die Juniorenweltmeisterschaften 2015 in Minsk. Dort wurde er in seinem ersten Rennen, dem Einzel 53. In den folgenden Wettkämpfen Sprint und Verfolgung belegte Heldna die Ränge 44 beziehungsweise 45. In der Saison 2015/16 ging Heldna zunächst in den Wettkämpfen des neu geschaffenen IBU-Junior-Cups an den Start. Es folgten Teilnahmen bei den Juniorenweltmeisterschaften in Rumänien sowie bei den Olympischen Jugend-Winterspielen in Lillehammer. Dort konnte er mit Platz fünf im Sprint und dem neunten Rang in der anschließenden Verfolgung zwei Top-Ten-Resultate erzielen. Außerdem ging Heldna mit der Single-Mixed-Staffel und der Mixed-Staffel an den Start. Am Saisonende durfte er im Alter von 16 Jahren erstmals im Herrenbereich an den Start gehen. Im zweitklassigen IBU-Cup erzielte er im Sprint einen 60. Platz mit zwei Schießfehlern. Auch in den folgenden Wintern ging Heldna meistens im IBU-Junior-Cup an den Start und erhielt gelegentlich die Chance sich im IBU-Cup der Herren zu beweisen. So nahm er unter anderem an den Europameisterschaften 2018 teil, bei denen er einen 129. Platz im Sprint erzielte. Bei den Juniorenweltmeisterschaften 2018 im heimischen Otepää war ein 20. Platz in der Verfolgung sein bestes Resultat. Mit der Staffel kam er auf Rang sieben ins Ziel.
Im Alter von 20 Jahren wurde Robert Heldna das erste Mal für das Weltcupteam berufen. Beim Sprint in Hochfilzen belegte er mit zwei Schießfehlern Platz 108 von insgesamt 109 Sportlern, die das Ziel erreichten. Auch für die folgende Staffel fand er Berücksichtigung. Gemeinsam mit Rene Zahkna, Kalev Ermits und Kristo Siimer erreichte er einen 16. Platz, den Heldna als Schlussläufer ins Ziel brachte. Beim folgenden Weltcup in Le Grand-Bornand erreichte er trotz fehlerfreiem Schießen im Sprint nur einen 92. Platz. Im Februar 2021 startete Heldna erstmals bei den Biathlon-Weltmeisterschaften auf der Pokljuka. Im Einzelwettkampf über 20 Kilometer erreichte er einen 76. Platz, der ebenso sein bis dato bestes Weltcupresultat darstellt. Außerdem fand er als Mitglied der estnischen Staffel Berücksichtigung, die auf Platz 21 überrundet wurde. In der Saison 2021/22 startete Heldna zunächst im Weltcup, nach dem ersten Saisonrennen, Platz 112 im Einzel in Östersund, kam er jedoch bis zum Ende des Kalenderjahres 2021 nur noch im IBU-Cup zum Einsatz. Die Saison 2022/23 lief er fast durchgängig im Weltcup. In jener Saison erzielte er mit Rang 64 im Sprint von Le Grand-Bornand das beste Einzelergebnis seiner Karriere. Heldna nahm an den Biathlon-Weltmeisterschaften 2023 in Oberhof teil. Er wurde im Einzelrennen 85. und mit der Herrenstaffel 15. 2023/24 kam Robert Heldna in nur vier Weltcuprennen zum Einsatz, nahm aber an den Biathlon-Europameisterschaften 2024 in Osrblie teil, wo Platz 54 in der Verfolgung sein bestes Ergebnis war.
Nach einer Teilnahme an den Sommerbiathlon-Weltmeisterschaften 2024 im heimischen Otepää, startete Heldna im darauffolgenden Winter nur noch beim Weltcupauftakt in Kontiolahti. Sein letztes Weltcuprennen war dort der Sprint, den er auf Rang 94 abschloss. Im Januar 2025 gab er sein Karriereende bekannt.

## Statistik

### Platzierungen im Biathlon-Weltcup
Die Tabelle zeigt alle Platzierungen (je nach Austragungsjahr einschließlich Olympische Spiele und Weltmeisterschaften).
- 1.–3. Platz: Anzahl der Podiumsplatzierungen
- Top 10: Anzahl der Platzierungen unter den ersten zehn (einschließlich Podium)
- Punkteränge: Anzahl der Platzierungen innerhalb der Punkteränge (einschließlich Podium und Top 10)
- Starts: Anzahl gelaufener Rennen in der jeweiligen Disziplin
- Staffel: inklusive Mixed- und Single-Mixed-Staffeln

| Platzierung         | Einzel | Sprint | Verfolgung | Massenstart | Staffel | Gesamt |
| ------------------- | ------ | ------ | ---------- | ----------- | ------- | ------ |
| 1. Platz            |        |        |            |             |         |        |
| 2. Platz            |        |        |            |             |         |        |
| 3. Platz            |        |        |            |             |         |        |
| Top 10              |        |        |            |             |         |        |
| Punkteränge         |        |        |            |             | 16      | 16     |
| Starts              | 9      | 15     |            |             | 16      | 40     |
| Stand: Karriereende |        |        |            |             |         |        |

### Weltmeisterschaften
Ergebnisse bei den Weltmeisterschaften:
|                                      | Einzelwettbewerbe | Einzelwettbewerbe | Einzelwettbewerbe | Einzelwettbewerbe | Staffelwettbewerbe | Staffelwettbewerbe  | Staffelwettbewerbe |
| Sprint                               | Verfolgung        | Einzel            | Massenstart       | Herrenstaffel     | Mixedstaffel       | Single-Mixedstaffel |                    |
| ------------------------------------ | ----------------- | ----------------- | ----------------- | ----------------- | ------------------ | ------------------- | ------------------ |
| Weltmeisterschaften 2021 \| Pokljuka | –                 | –                 | 76.               | –                 | 23.                | –                   | –                  |
| Weltmeisterschaften 2023 \| Oberhof  | –                 | –                 | 85.               | –                 | 15.                | –                   | –                  |